# Vespadelus
Vespadelus är ett släkte av fladdermöss i familjen läderlappar (Vespertilionidae). Taxonet listades tidigare som undersläkte till Eptesicus eller till Pipistrellus och godkänns sedan 1990-talet som släkte.
I släktet listas 9 arter som förekommer i den australiska regionen.
- Vespadelus baverstocki, Australien.
- Vespadelus caurinus, norra Australien och mindre öar i området.
- Vespadelus darlingtoni, sydöstra Australien, Tasmanien och andra öar.
- Vespadelus douglasorum, nordvästra Australien.
- Vespadelus finlaysoni, Australien.
- Vespadelus pumilus, östra Australien.
- Vespadelus regulus, södra Australien, Tasmanien.
- Vespadelus troughtoni, östra Australien.
- Vespadelus vulturnus, sydöstra Australien, Tasmanien.